# Rynek (Opolí)
Rynek či Rynek w Opolu (německy Ring), je centrální historické náměstí ve čtvrti Stare Miasto města Opolí v Opolském vojvodství v jižním Polsku. Geograficky leží také v údolí Pradolina Wrocławska. Původně to bylo tržní náměstí, má obdélníkový tvar s rozměry 78×92 m.

## Historie a popis
Zpočátku byly stavby na Rynku (tržišti) dřevěné, což výrazně přispívalo k šíření požárů. Opolský kníže a také biskup Jan Kropidlo (Jan Kropidło, † 1421) odkázal městu 300 stříbrných marek na stavbu kamenných domů a tak se od 14. století začaly objevovat domy zděné. V centru náměstí je radnice ze 14. století, která je sídlem úřadů. Po četných přestavbách v důsledku požárů získala radnice podobu po vzoru benátských staveb. V roce 1933 se radniční věž zřítila po demolici přilehlých městských domů a následně byla přestavěna a k budově přibylo jižní křídlo s arkádami. Rynek byl silně poškozen v roce 1945 při obsazování města Rudou armádou a většina historických měšťanských domů byla zničena. Po Druhé světové válce došlo k opětovné výstavbě poničených budov v barokním a klasicistním stylu.

## Další informace
Místo je celoročně volně přístupné.

## Galerie

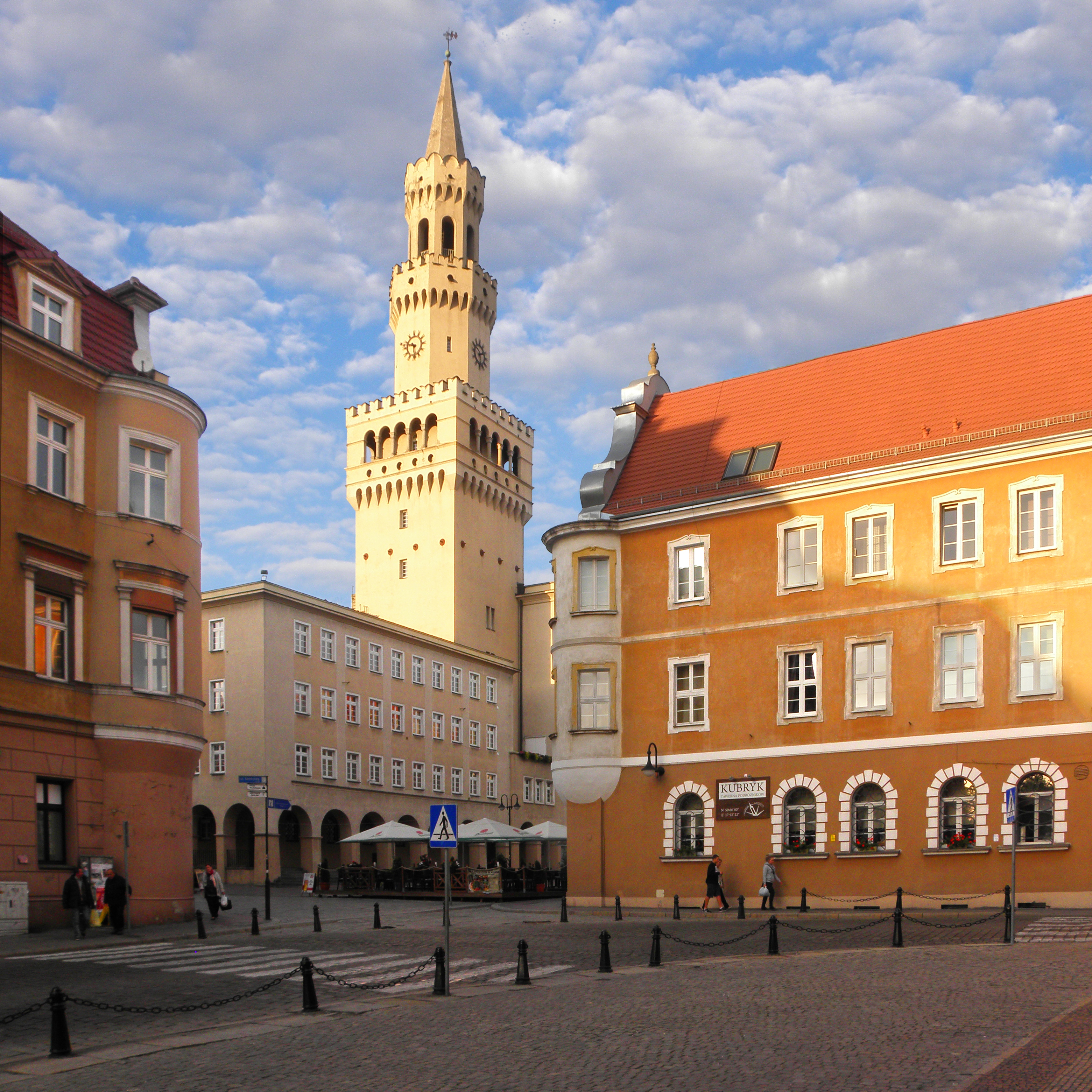
Radnice
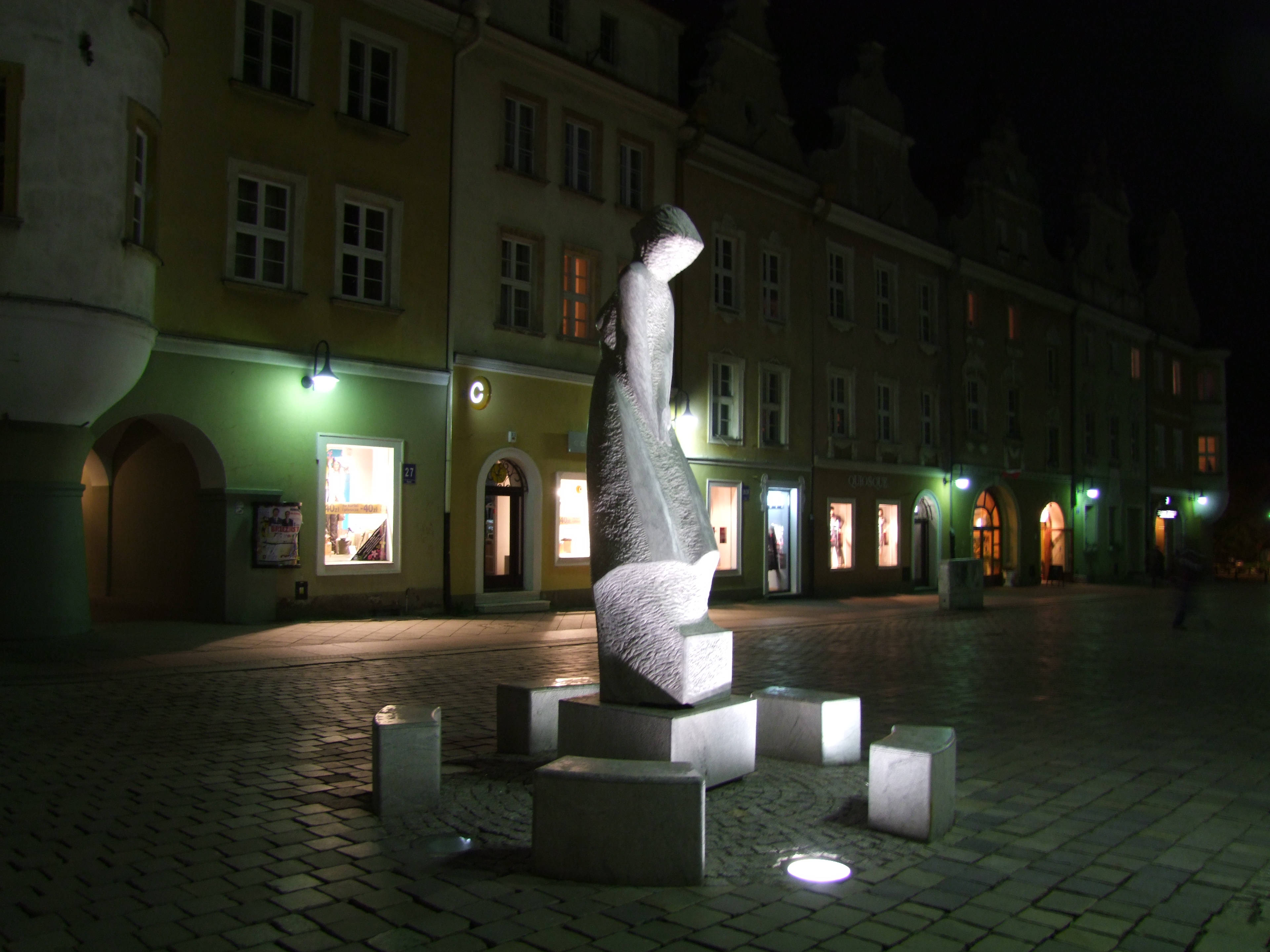
Socha Gwiazda (Hvězda)
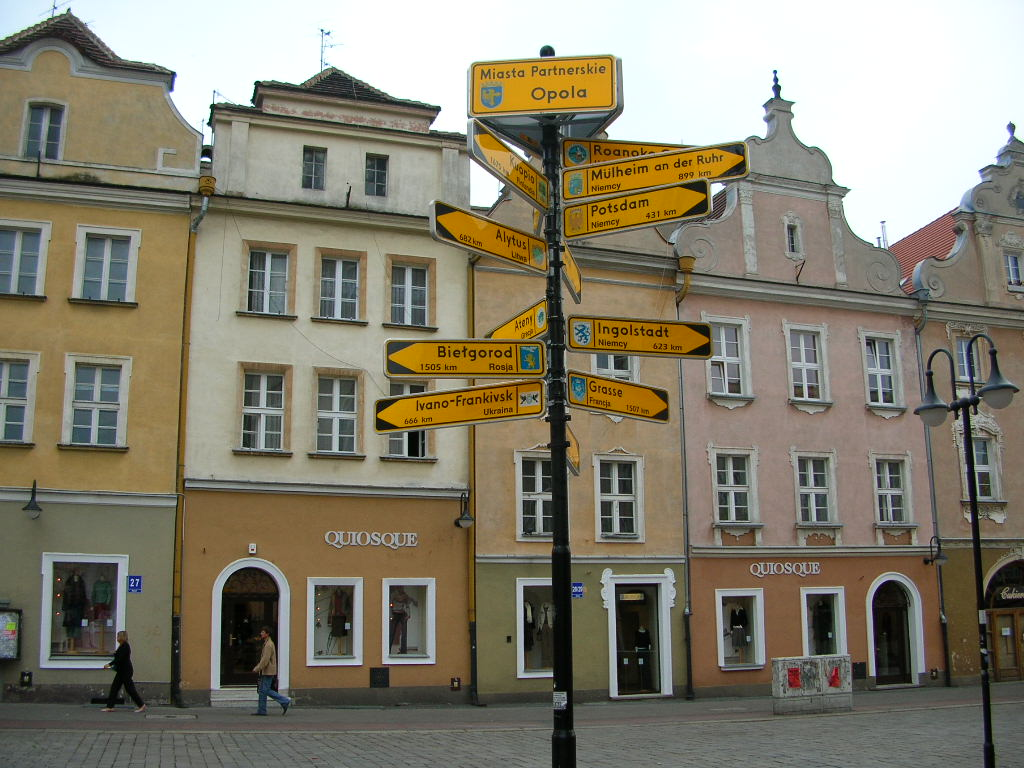
Rozcestník se směry a vzdálenostmi partnerských měst
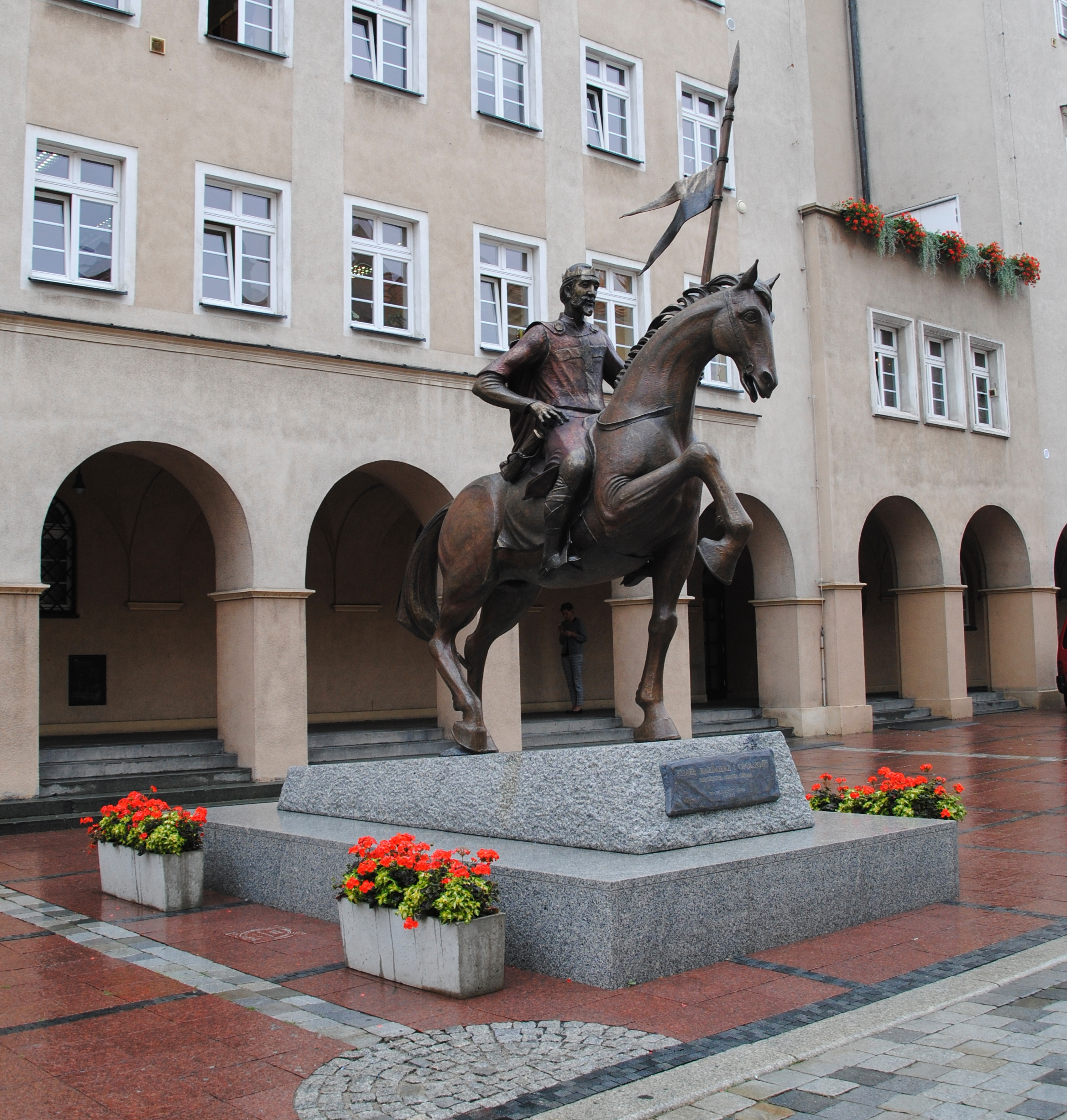
Kníže Kazimierz I Opolski
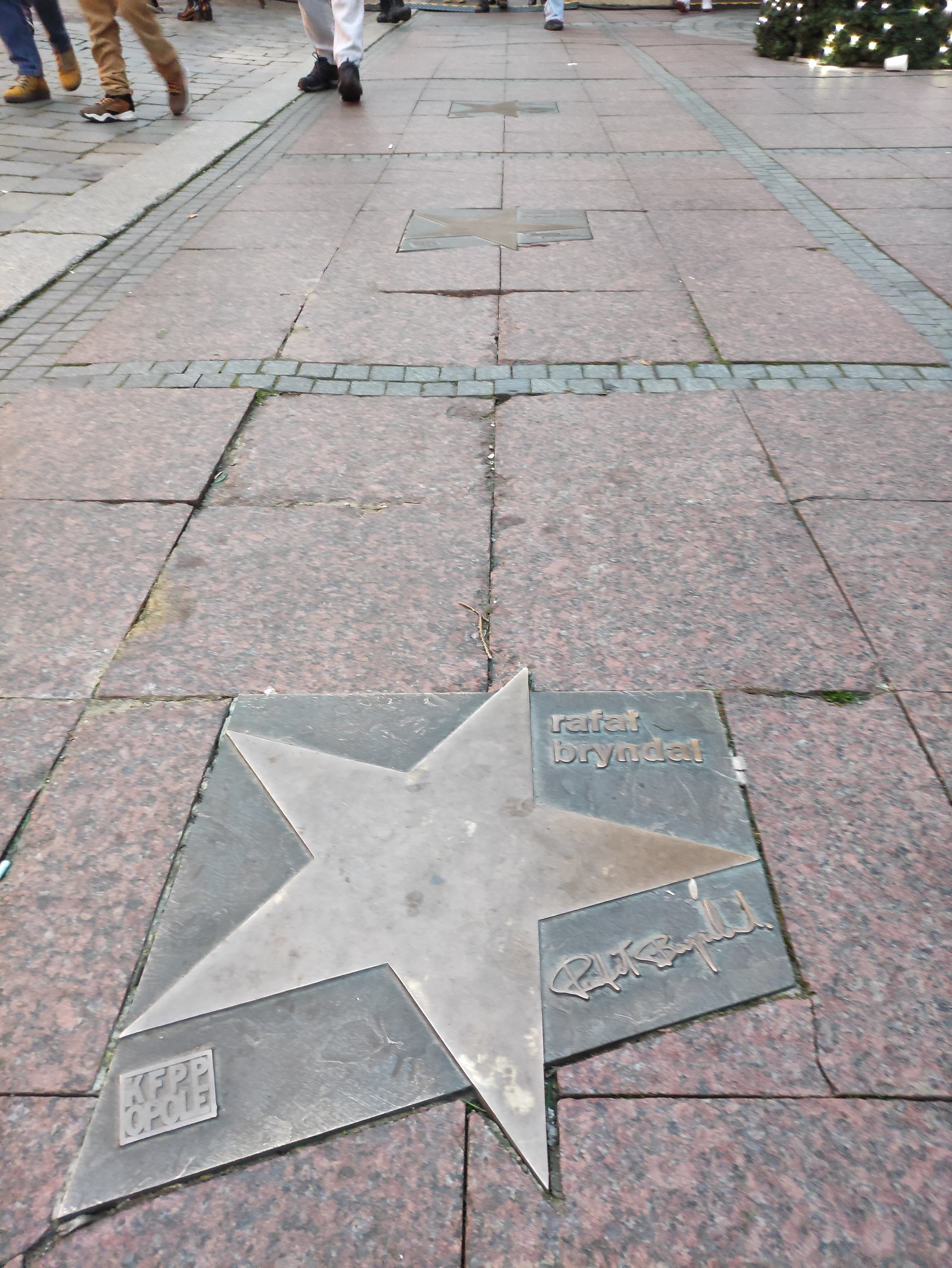
Aleja Gwiazd Festiwalu Polskiej Piosenki